# Partido Democrático do Atlântico
O Partido Democrático do Atlântico (PDA) foi um partido político português que, inicialmente, foi considerado de extrema-direita e com origem no MAPA, fundado em 1979, por Francisco da Costa Matos. O PDA defendia a atribuição de um estatuto ultramarino, seguindo o exemplo das Bermudas, para as regiões autónomas portuguesas (Açores e Madeira). Foi inscrito como partido em 1979 com a sigla UDA/PDA, que alterou para PDA em 1983.
Apresentou uma lista de candidatos a deputados à Assembleia da República pouco conhecidos, nas eleições legislativas de 2005, tendo apenas registado 0,35% dos votos dos Açores. Apesar disso, concorreu, em 19 de outubro de 2008, às eleições regionais nos Açores, onde obteve somente 627 votos (0,8%) e nenhum deputado. É um partido com escasso peso eleitoral, mesmo nos Açores, de onde é originário.
Embora tenha sido fundado como uma organização de direita, o PDA vinha assumindo posições mais de esquerda. Depois de ter apoiado a candidatura de Manuel Alegre nas eleições presidenciais de 2006, manifestou depois a renovação desse apoio para as presidenciais de 2011.
Para as eleições legislativas de 2011, as listas do partido foram integradas por elementos do Movimento Partido do Norte (MPN), liderado pelo ex-deputado do PS, Pedro Batista, que concorreram em vários círculos eleitorais (Aveiro, Braga, Bragança, Porto, Guarda, Viana do Castelo e Vila Real) para além dos Açores.
A 1 de setembro de 2015, apesar de ter submetido uma candidatura pelo círculo dos Açores às eleições legislativas desse ano, o Tribunal Constitucional procedeu à extinção do PDA e ao cancelamento do seu registo, a requerimento do Ministério Público e segundo a Lei dos Partidos Políticos, visto que o partido não apresentou as suas contas em três anos consecutivos (2011, 2012 e 2013).

## Lista de presidentes
- Teodoro de Sousa Pedro (1979-1982)
- Emanuel Chichorro de Medeiros (1982–1985)
- Clemente de Vasconcelos (1985-1988)
- Álvaro Teves Franco de Lemos (1988-1990)
- Carlos Eduardo da Silva de Melo Bento (1990-1996)
- Luís Francisco Netto de Viveiros (Maio a Novembro de 1996)
- João Gago da Câmara (1996-1999)
- Joaquim de Aguiar Cabral (1999-2002)
- José Francisco Nunes Ventura (2002-2010)
- Manuel Costa (2010-2012)
- Rui Matos (2012-2015)

## Resultados Eleitorais

### Eleições legislativas
| Data | Líder                                 | Votos         | %             | +/-           | Deputados     | +/-           | Status            | Notas         |
| ---- | ------------------------------------- | ------------- | ------------- | ------------- | ------------- | ------------- | ----------------- | ------------- |
| 1980 | Teodoro de Sousa Pedro                | 8 529         | 0,1 (10.º)    |               | 0 / 250       |               | Extra-parlamentar |               |
| 1983 | Emanuel Chichorro de Medeiros         | 5 523         | 0,1 (14.º)    | Estável       | 0 / 250       | Estável       | Extra-parlamentar |               |
| 1985 | Não concorreu                         | Não concorreu | Não concorreu | Não concorreu | Não concorreu | Não concorreu | Não concorreu     | Não concorreu |
| 1987 | Não concorreu                         | Não concorreu | Não concorreu | Não concorreu | Não concorreu | Não concorreu | Não concorreu     | Não concorreu |
| 1991 | Carlos Eduardo da Silva de Melo Bento | 10 842        | 0,2 (10.º)    |               | 0 / 230       |               | Extra-parlamentar |               |
| 1995 | Carlos Eduardo da Silva de Melo Bento | 2 536         | 0,0 (13.º)    | 0,2           | 0 / 230       | Estável       | Extra-parlamentar |               |
| 1999 | João Gago da Câmara                   | 438           | 0,0 (12.º)    | Estável       | 0 / 230       | Estável       | Extra-parlamentar |               |
| 2002 | Não concorreu                         | Não concorreu | Não concorreu | Não concorreu | Não concorreu | Não concorreu | Não concorreu     | Não concorreu |
| 2005 | José Francisco Nunes Ventura          | 1 681         | 0,0 (11.º)    |               | 0 / 230       |               | Extra-parlamentar |               |
| 2009 | Não concorreu                         | Não concorreu | Não concorreu | Não concorreu | Não concorreu | Não concorreu | Não concorreu     | Não concorreu |
| 2011 | Manuel Costa                          | 4 532         | 0,1 (16.º)    |               | 0 / 230       |               | Extra-parlamentar |               |

### Eleições europeias
| Data | Cabeça de Lista | Votos         | %             | +/-           | Deputados     | +/-           |
| ---- | --------------- | ------------- | ------------- | ------------- | ------------- | ------------- |
| 1994 |                 | 7 127         | 0,2 (12.º)    |               | 0 / 25        |               |
| 1999 |                 | 5 089         | 0,2 (11.º)    | Estável       | 0 / 25        | Estável       |
| 2004 | José Soares     | 5 588         | 0,2 (12.º)    | Estável       | 0 / 24        | Estável       |
| 2009 | Não concorreu   | Não concorreu | Não concorreu | Não concorreu | Não concorreu | Não concorreu |
| 2014 | Paulo Casaca    | 5 300         | 0,2           |               | 0 / 21        |               |

### Eleições autárquicas
(Resultado que excluem os resultados de coligações envolvendo o partido)
| Data | Votos         | %             | +/-           | Presidentes CM | +/-           | Vereadores    | +/-     |
| ---- | ------------- | ------------- | ------------- | -------------- | ------------- | ------------- | ------- |
| 1989 | 348           | 0,0 (17.º)    |               | 0 / 305        |               | 0 / 1 997     |         |
| 1993 | 285           | 0,0 (13.º)    | Estável       | 0 / 305        | Estável       | 0 / 2 006     | Estável |
| 1997 | 567           | 0,0 (17.º)    | Estável       | 0 / 305        | Estável       | 0 / 2 021     | Estável |
| 2001 | Não concorreu | Não concorreu | Não concorreu | Não concorreu  | Não concorreu | Não concorreu |         |
| 2005 | Não concorreu | Não concorreu | Não concorreu | Não concorreu  | Não concorreu | Não concorreu |         |
| 2009 | Não concorreu | Não concorreu | Não concorreu | Não concorreu  | Não concorreu | Não concorreu |         |
| 2013 | Não concorreu | Não concorreu | Não concorreu | Não concorreu  | Não concorreu | Não concorreu |         |